# Mario Renato Menéndez Rodríguez
Mario Renato Menéndez Rodríguez (* 14. Januar 1937 in Mérida; † 15. April 2024) war ein mexikanischer Journalist und Verleger des Por Esto!. Er war der erste Mexikaner, der Fidel Castro nach der kubanischen Revolution interviewte.

## Familie
Mario Renato Menéndez Rodríguez war der Sohn von Carlos R. Menéndez (1872–1961), der 1925 die Zeitung Diario de Yucatán gegründet hatte.
Der Gouverneur von Yucatán Bartolomé García Correa (1930–1933) hatte die Geschwister von Mario Renato Menéndez Rodríguez 1933 inhaftierten lassen. Ein Sohn von Mario Renato Menéndez Rodríguez, Mario Renato Menéndez Cámara (1966–2013) war Contralor general des Por Esto!, einer der größten Tageszeitungen Yucatans. Er starb an einem Herzinfarkt im Büro der Zeitungsdruckerei.

## Journalistische Karriere
Menéndez Rodríguez war mit der politischen Orientierung der Diario de Yucatán nicht einverstanden. Er zog daher nach Mexiko-Stadt, veröffentlichte Abhandlungen über Asymmetrische Kriegführung und traf möglicherweise Lucio Cabañas Barrientos. Mit Cristina Pacheco gehörte er zum Gründungskollektiv der Revista Sucesos und reiste nach Kolumbien, um Che Guevara zu interviewen.
Im Februar 1968 gründete er Por que?, die vom Gouverneur mit Zensur belegt wurde.  Am 11. Februar 1970 wurde er verhaftet. Ihm wurde vorgeworfen, am Sitz des Partido Acción Nacional (Mexiko) eine Bombe deponiert zu haben.

## Veröffentlichungen
- Yucatán, o, El genocidio, 1964
- Mexican Magazine Has Exclusive Interview with Fidel Castro. 1966
- El Ejercito de Liberación Nacional de Colombia, 1967
- El Salvador: el por qué de esta guerra, 1980
- El Salvador, pueblo contra la oligarquía, 1981
- mit Rolando Morán, Marta Harnecker, Entrevistas al comandante en jefe del Ejército Guerrillero de los Pobres por Iosu Perales
- El Salvador, una auténtica guerra civil, 1984